# خزيمة بن خازم
خزيمة بن خازم بن خزيمة بن عبد الله النهشلي التميمي من سادة العرب ومن أكابر القادة في عهد الدولة العباسية في عهد الرشيد والأمين والمأمون وأحد الذين لهم منزلة رفيعة من نفوس الخلفاء العباسيين وكان من بيت عظيم القدر ذو مكانة عالية فأبوه خازم بن خزيمة من نقباء بني العباس المشهورين كما يعد القائد الأول بعد أبو مسلم الخراساني في وقت التأسيس وقد عرف خازم وإبنه خزيمة عند الخلفاء بلقب القائد وكان له دور كبير في تولية هارون الرشيد الخلافة وقد ولي عدة ولايات هي أذربيجان والبصرة وحلب وغيرها وقد أُصيب بالعمى في أخر حياته وتوفي في بغداد يوم الجمعة من شهر شعبان عام 203 هـ.

## نسبه ونشأته
- هو خزيمة بن خازم بن خزيمة بن عبد الله بن حنظلة بن نضلة بن مطلق بن صخر بن نهشل بن دارم بن مالك بن حنظلة بن مالك بن زيد مناة بن تميم بن مر بن أد بن عمرو بن إلياس بن مضر بن نزار بن معد بن عدنان النهشلي الدارمي الحنظلي التميمي[3]
- والده هو القائد خازم بن خزيمة التميمي الذي كان القائد الأول بعد أبو مسلم الخراساني في مرحلة تأسيس الدولة العباسية وكان له دور كبير في هدم أركان الدولة الأموية وتثبيت دعائم الدولة العباسية حتى عرف عند خلفاء بني العباس بلقب القائد.
- ينتمي إلى قبيلة بني تميم المُضرية وهي من أكبر قبائل العرب[4]
- ولد في خراسان عام 108 هـ[5]
- كان شجاعاً كريماً جوادً وقد مدحه عدد من الشعراء ومنهم أبو نواس الذي قال فيه:[6]

## في عهدهارون الرشيد
حظي خزيمة في عهد هارون الرشيد بمكانة كبيرة وكان من أكابر القادة في عهده وذلك أن الخليفة موسى الهادي عام 169هـ خلع أخيه هارون الرشيد من ولاية العهد ونصب إبنه جعفر فلما مات الهادي عام 170 هـ وثب خزيمة في خمسة آلاف من مواليه على قصر جعفر بن موسى الهادي وأخذه من فراشه وقال والله لأضربن عنقك أو تخلعها فلما جاء الصبح ركب الناس إلى باب جعفر فأتى به خزيمة فأقمه على باب الدار في العلو والأبواب مغلقة فأقبل جعفر ينادي يا معشر الناس من كانت لي في عنقه بيعة فقد أحللته منها والخلافة لعمي هارون ولا حق لي فيها.
ولما مات الهادي وتولى هارون الرشيد إنتفضت أرمينيا فبعث إليهم الرشيد قائده خزيمة بن خازم فقمع حركتهم وأقام بها سنة وشهرين أميراً عليها وقد ضبط البلاد وصلح أمرها وأعطى أهلها الطاعة.
ثم قام الرشيد بتولية خزيمة بن خازم بلاد أذربيجان فبنى سورها وحصنها ومصرها وأنزل بها جنداً كثيفاً.
ثم قام الرشيد بتوليته قنسرين وحلب وظل أميراً عليها حتى توفي الرشيد عام 193 هـ.

## في عهدالأمين
أستمر خزيمة بن خازم أميراً على حلب وقنسرين كما أضاف إليه الأمين إمارة العواصم.

## الخلاف بينالأمينوالمأمون
لما عظم الخلاف بين الأمين وأخوه المأمون وهّم الأمين أن يخلع أخاه المأمون كتب إليه خزيمة يا أمير المؤمنين لن ينصحك من كذبك ولن يغشك من صدقك لاتجري القوّاد على الخلع فيخلعوك ولا تحملهم على نكث العهد فينكثوا بيعتك وعهدك فإن الغادر مغلول والناكث مخذول. ولما لم يأخذ الامين بنصيحة خزيمة إنحاز إلى جانب المأمون وأشترك في حصار بغداد حتى قتل الأمين وكان خزيمة وقتها على حلب وقنسرين والعواصم.

## مرضه ووفاته
لما كبر خزيمة بن خازم وأُصيب بالعمى عزله المأمون عن إمارة حلب وقنسرين والعواصم وأقام في قصره في بغداد حتى توفي يوم الجمعة الثاني عشر من شهر شعبان عام 203 هـ